# Лучение
Лучение (от слова «луч»), Лученье — распространённый вид охоты или рыбалки в тёмное время суток с использованием яркого источника света.

## Лучение при охоте
Для лучения при охоте необходимо минимум два — три охотника. Первый ведёт автомобиль на небольшой скорости по лесной дороге или дороге, прилегающей к полю. Второй лучит — освещает (обычно фарой) лес или поле в поиске зверя, а когда находит, то фокусирует луч света на нём, таким образом ослепляя добычу. Ослеплённый зверь не может ориентироваться по зрению и стоит на месте, пока не будет испуган звуком или запахом. Третий охотник ведёт прицельный обстрел залученного зверя.
Такой вид охоты, в России является браконьерством, наиболее эффективен в холмистой и горной местности, занимает минимум сил и времени.
Фара — автомобильная (чаще тракторная), находится в подвижном положении на кузове либо в руках охотника. Данный вид добычи считается браконьерским.